# Svarttjärnen (Indals socken, Medelpad, 693833-156383)
Svarttjärnen är en sjö i Sundsvalls kommun i Medelpad och ingår i Indalsälvens huvudavrinningsområde. Sjön har en area på 0,0781 kvadratkilometer och ligger 197 meter över havet.

## Delavrinningsområde
Svarttjärnen ingår i det delavrinningsområde (694022-156178) som SMHI kallar för Mynnar i Indalsälvens vattendragsyta. Medelhöjden är 221 meter över havet och ytan är 19,73 kvadratkilometer. Räknas de 3 avrinningsområdena uppströms in blir den ackumulerade arean 28,27 kvadratkilometer. Kvarnån som avvattnar avrinningsområdet har biflödesordning 2, vilket innebär att vattnet flödar genom totalt 2 vattendrag innan det når havet efter 28 kilometer. Avrinningsområdet består mestadels av skog (84 procent). Avrinningsområdet har 0,08 kvadratkilometer vattenytor vilket ger det en sjöprocent på 0,4 procent.